# New Brighton Tower (Fußballverein)
New Brighton Tower (offiziell: New Brighton Tower Football Club) – auch bekannt als Towerites – war ein Fußballverein aus der im Nordwesten Englands auf der Halbinsel Wirral gelegenen Stadt New Brighton. Der 1897 als Ergänzung zum Freizeitangebot der Anlage um den New Brighton Tower gegründete Fußballklub wurde 1898 in die Football League Second Division gewählt. Nach dem mehrfachen Verpassen des angestrebten Erstligaaufstiegs wurde die Mannschaft 1901 wieder aufgelöst. 1923 erreichte mit dem AFC New Brighton erneut ein Verein aus New Brighton die Football League.

## Geschichte

### Entstehung
Ende des 19. Jahrhunderts entwickelte sich das am Nordost-Zipfel der Halbinsel Wirral gelegene New Brighton zu einem beliebten Badeort. Um die Attraktivität weiter zu steigern, wurde von der New Brighton Tower and Recreation Co Ltd. in Konkurrenz zum in Blackpool errichteten Blackpool Tower 1896 mit dem Bau des New Brighton Tower begonnen, einer über 170 Meter hohen und dem Pariser Eiffelturm nachempfundenen Touristenattraktion. In unmittelbarer Nachbarschaft zum Turm wurde der Tower Athletic Ground errichtet, eine moderne Sportanlage die neben einer Rasenspielfläche auch über eine Leichtathletik- und Radsportbahn verfügte. An beiden Längsseiten befanden sich überdachte Sitzplatztribünen, die Platz für einige tausend Zuschauer boten. Die Kapazität des Sportgeländes soll bei 100.000 Plätzen gelegen haben und während einer Radsportveranstaltung in den 1920er Jahren erreicht worden sein, zu Fußballspielen des Klubs kamen hingegen nie mehr als 10.000 Zuschauer.
Im April 1897 wurde J. C. Bulmer, langjähriger Funktionär von Derby County, als Sekretär der Athletiksparte verpflichtet. Er sollte sich neben der Organisation von Leichtathletik- und Radsportveranstaltungen auf der Sportanlage auch um den Aufbau einer Fußballmannschaft kümmern, die alsbald in die Second Division der Football League Aufnahme finden sollte. Die Verantwortlichen wollten mit der Schaffung eines Fußballteams vor allem auch der Tatsache entgegenwirken, dass die Anlage in den Wintermonaten nahezu keine Besucher anzog.
Das finanziell bestens ausgestattete Unternehmen machte von Beginn an Ernst mit dem Vorhaben und verpflichtete eine Reihe hochkarätiger Spieler. Schlagzeilenträchtigster Transfer war die Verpflichtung des aktuellen englischen Nationaltorhüters Jack Robinson, um dessen Gültigkeit es wegen einer fehlenden Mitgliedschaft von New Brighton Tower bei der Football Association ein rechtliches Tauziehen gab. Vom FC Everton wurden die Internationalen Alf Milward (England) und Smart Arridge (Wales) verpflichtet, zudem mit Donald Gow, Andrew Hamilton (beide AFC Sunderland) und Geordie Dewar von den Blackburn Rovers drei schottische Spieler, letzterer war Nationalspieler. Daneben wurden mit Tommy Tierney, Geordie Anderson (beide Blackburn Rovers), Harry Hammond, Charlie Henderson (beide Sheffield United) und Charlie McEleney (FC Burnley) weitere Akteure mit Football-League-Erfahrung unter Vertrag genommen. Trainiert wurde die Mannschaft, die in der Presse schon bald „Team of Internationals“ genannt wurde, vom früheren englischen Nationalspieler Jack Hunter.

### Saison in der Lancashire League, 1897–1898
New Brighton Tower wurde Mitglied der Cheshire FA und fand Aufnahme in den Ligabetrieb der Lancashire League, aus dieser war in den Jahren zuvor dem FC Liverpool (1893), FC Bury (1894) und FC Blackpool (1896) der Sprung in die Football League gelungen. Zuvor hatte allerdings der Regionalverband Lancashire FA New Brighton die Mitgliedschaft und damit auch die Teilnahme am prestigeträchtigen Pokalwettbewerb Lancashire Senior Cup verweigert.
Das erste Pflichtspiel bestritt der Klub am 1. September 1897 gegen den FC Halliwell, 500 Zuschauer fanden sich bei strömendem Regen bei einem 2:1-Heimsieg ein. Während in Heimspielen oftmals weniger als 1000 Zuschauer zu Spielen kamen, war der Klub bei Auswärtsspielen in Liga und Pokal Zuschauermagnet. Im FA Cup hatte man sich für die erste Hauptrunde qualifiziert, unterlag dort aber beim Erstdivisionär West Bromwich Albion mit 0:2. In der Liga gewann man derweil erwartungsgemäß den Meistertitel, Meisterschaftstrophäe und Medaillen für die Spieler wurden anlässlich eines Auswahlspiels zwischen New Brighton und dem „Rest der Liga“ überreicht, die Partie endete 1:1. Neben dem Erfolg in der Liga gelang auch der Gewinn des Cheshire Senior Cups durch einen 1:0-Erfolg über Nantwich, im Liverpool Senior Cup setzte es hingegen gegen den FC Everton eine 0:3-Niederlage.
Für Robinson hatte derweil sein Wechsel keine negativen Auswirkungen auf seine Nationalmannschaftskarriere, als Spieler von New Brighton Tower bestritt er im Frühjahr 1898 alle drei Partien beim Gewinn der British Home Championship 1897/98, in der Partie gegen Wales im März 1898 standen sich mit Robinson und Arridge zwei Spieler von New Brighton gegenüber. Die beiden blieben die einzigen Spieler, die während ihrer Zugehörigkeit zu New Brighton Tower zu Länderspieleinsätzen kamen.

### Aufnahme in die Football League, 1898
Bei den „Test Matches“ genannten Relegationsspielen zwischen den beiden Letztplatzierten der First Division und den beiden Erstplatzierten der Second Division kam es Ende April 1898 zu der Situation, dass im letzten Aufeinandertreffen zwischen dem FC Stoke und FC Burnley beiden Klubs ein Unentschieden für die Qualifikation zur First Division genügte. Die Partie geriet zur Farce und endete in einem torlosen Unentschieden. Beim anschließenden Ligatreffen mussten sich die drei letztplatzierten Klubs der Second Division zur Wiederwahl stellen, wobei sich New Brighton Tower um Aufnahme in die Second Division bewarb. Neben Lincoln City (21 Stimmen) und dem FC Loughborough (16) gelang auch Burslem Port Vale (18) nach zweijähriger Abstinenz die Wiederaufnahme. Die Wiederwahl verpasste hingegen der FC Darwen (15), New Brighton Tower erhielt mit 13 Stimmen die fünfmeisten und verpasste damit zunächst die angestrebte Aufnahme.
Im weiteren Verlauf des Ligatreffens wurde beschlossen, insbesondere als Konsequenz aus den Geschehnissen zwischen Stoke und Burnley, eine automatische Auf- und Abstiegsregelung einzuführen und die beiden Spielklassen von 16 auf 18 Mannschaften zu erhöhen, die beiden freigewordenen Plätze in der First Division erhielten die Blackburn Rovers und Newcastle United, die in den sportlich fragwürdigen Test Matches das Nachsehen hatten. Von den dadurch entstandenen vier freien Plätzen in der Second Division erhielt der FC Darwen – etwa eine halbe Stunde nach der verlorenen Wahl – einen zugesprochen, die anderen drei Plätze wurden bei einem weiteren Treffen acht Tage später vergeben. Ohne Gegenkandidaten wurden hierbei New Brighton Tower, Barnsley und Glossop in die Liga aufgenommen.
Die Transferpolitik von New Brighton Tower zeigte mit dem Beitritt zur Football League ihre negativen Folgen: Die abgebenden Vereine hatten die Spieler immer noch bei der Football League registriert und New Brighton musste, sollten diese Spieler zum Einsatz kommen, nun Ablösesummen zahlen. Die Forderungen der abgebenden Vereine fielen teils exorbitant aus. Das für den 3. September 1898 angesetzte Auftaktspiel zwischen New Brighton und Darwen musste schließlich von der Football League verschoben werden, weil New Brighton zu diesem Zeitpunkt nur über acht ordentlich registrierte Spieler verfügte. Bei einer eilig anberaumten Sitzung des Klubs wurden die nötigen Finanzmittel, um ausstehende Transferzahlungen, oftmals von einem Komitee der Football League festgelegte Summen, begleichen zu können.

### Erste Saison in der Football League, 1898–1899
Mit Robinson, der zum FC Southampton weiterzog, verlor die Mannschaft zwar ihren Star-Torhüter, mit dem früheren schottischen Nationalspieler Davie Haddow vom FC Burnley wurde aber erfahrener Ersatz verpflichtet. Zusätzlich wurden mit John McCartney, Dan Cunliffe (beide FC Liverpool) und Tommy Becton (Preston North End) weitere Spieler mit Erstligaerfahrung unter Vertrag genommen, die beiden letztgenannten waren neben Hammond auch beim 3:2-Erfolg gegen Gainsborough Trinity, dem Debütspiel in der Football League, als Torschützen erfolgreich. Derweil verschoben sich im September 1898 mit der Ausgabe von Anteilsscheinen die Eigentumsverhältnisse beim Klub zunehmend weg von der Betreibergesellschaft, die im ersten Jahr Zuschauereinnahmen von 884 £ bei Ausgaben von 2500 £ zu verzeichnen hatte, hin zu Einheimischen.
Die Mannschaft blieb die ersten acht Spieltage ungeschlagen (drei Siege, fünf Unentschieden), Ende November startete der Klub eine Siegesserie von sieben Partien in Folge und stand dadurch zum Jahreswechsel auf dem zweiten Tabellenplatz hinter Manchester City. Das Aufeinandertreffen der beiden Teams im Januar 1899 im Tower Athletic Ground wurde von 10.000 Zuschauern, darunter viele Fans aus Manchester besucht, die Partie blieb New Brightons Rekordzuschauerzahl bei einem Heimspiel. Mit einer 0:1-Niederlage, entschieden durch einen Treffer von Mittelstürmer Billy Gillespie, verlor New Brighton Tower zunächst den Aufstiegsrang und erlitt damit eine von nur zwei Heimniederlagen im Saisonverlauf.
Bis Anfang März 1899 hatte die Mannschaft den zweiten Aufstiegsplatz wieder zurückerobert und hielt diesen auch noch Anfang April, vier Spieltage vor Saisonende. Mit drei Niederlagen aus den letzten vier Spielen, wobei die drei Auswärtsspiele gegen Woolwich Arsenal (0:4), Leicester Fosse (1:4) und den FC Loughborough (0:6) deutlich verloren gingen, rutschte der Verein noch auf den fünften Tabellenplatz ab und verpasste den Aufstieg um drei Punkte. Wenig erfolgreich lief es auch im FA Cup, in dem man bereits in der 3. Qualifikationsrunde am Ligakonkurrenten Glossop scheiterte. Einen Trostpreis gab es mit dem Gewinn des lokalen Wirral Senior Cups durch einen 5:4-Erfolg gegen die Seacombe Swifts, aus deren Reihen zur folgenden Saison drei Spieler verpflichtet wurden.

### Zwei weitere Spielzeiten und Auflösung, 1899–1901
Zu Saisonbeginn wurden weitere Anteilsscheine ausgegeben, und zu einem traditionellen öffentlichen vereinsinternen Testspiel in der Saisonvorbereitung erschienen 2000 Zuschauer. Die deutlich verjüngte Mannschaft, die mit Sam Dobson auch einen neuen Übungsleiter hatte, konnte aber an die Leistungen aus der Vorsaison nicht anknüpfen und auch die Zuschauerzahlen waren alsbald rückläufig. Nach dem frühen Vorjahresaus im FA Cup musste man in der Vorqualifikationsrunde einsteigen. Nach zwei deutlichen Siegen gegen lokale Mannschaften, scheiterte man bereits in der zweiten Qualifikationsrunde an South Liverpool. In der Liga befand man sich die gesamte Spielzeit über im Mittelfeld der Tabelle, daran konnte auch die Verpflichtung des früheren englischen Nationalspielers John Goodall im Oktober nichts ändern, und schloss die Saison letztlich auf dem 10. Tabellenrang; deutlich zu wenig für die ehrgeizigen Ziele des Klubs. Und auch im Cheshire Senior Cup, auf dessen Finalaustragung man im Vorjahr verzichtet hatte, ohne dem gastgebenden Verein Crewe Alexandra oder dem Verband Bescheid zu geben und so mehrere Tausend Zuschauer vergeblich anreisten, unterlag man demselben Gegner im Wiederholungsspiel mit 0:1.
Bereits in der Saisonpause zirkulierten in der Presse Gerüchte, dass eine Einstellung des Spielbetriebs spätestens nach der folgenden Saison möglich ist, sofern der Aufstieg nicht geschaffte werden sollte. Die Vereinsverantwortlichen unternahmen derweil einen weiteren Anlauf, die First Division zu erreichen und verpflichteten dafür zahlreiche erfahrene Spieler: der frühere schottische Nationaltorhüter Frank Barrett (Newton Heath), Archie Goldie (FC Liverpool), Rückkehrer Cunliffe, George Barnes und Harry Turner (alle FC Portsmouth), Jack Farrell (FC Southampton), Ben Hulse (Blackburn Rovers) und Herbert Dainty (Leicester Fosse). Im November legte man zudem im Angriff mit dem früheren schottischen Nationalspieler Jack Bell nach.
Trotz dieser Neuzugänge fiel der Saisonstart erneut durchwachsen aus, bis Ende Dezember hatte sich die Mannschaft aber auf den vierten Platz gespielt und verblieb auf diesem bis zum Saisonende, ohne wirklich in das Aufstiegsgeschehen noch eingreifen zu können. Die Zuschauerzahlen hatten sich mittlerweile auf einen Schnitt von etwa 2700 reduziert, womit man zu den Schlusslichtern in der Liga zählte, obwohl zu Hause kein einziges der 17 Spiele verloren ging (zwölf Siege, fünf Unentschieden). Im FA Cup erreichte man erstmals als Football-League-Klub die Hauptrunde, dort erwiesen sich aber die Wolverhampton Wanderers (Endstand 1:5) als zu stark. Als letztes Spiel der Vereinsgeschichte sollte sich ein 1:0-Heimerfolg gegen Woolwich Arsenal vor etwa 2000 Zuschauern erweisen.
Nachdem es in der Sommerpause beim Verein auffällig ruhig geblieben war und nur Abgänge vermeldet wurden, erklärte der Verein Ende August 1901 – wenige Tage vor dem Saisonauftakt – seine Auflösung. Der Grund für die späte Bekanntgabe des Rückzugs lag mutmaßlich im Bestreben, mit Spielerverkäufen noch Einnahmen zu erzielen. Das Konzept, mittels der Fußballmannschaft zusätzliche Besucher anzuziehen ging nicht auf und die finanziellen Verluste rechtfertigten keine Fortführung mehr. Profiteur vom Rückzug des Klubs waren die Doncaster Rovers, die kurzfristig den freigewordenen Ligaplatz übernahmen.
Der Sheffield Daily Telegraph zog als Fazit: „Es wird kein großes Bedauern um das Verschwinden des Klubs geben. Er war zu offensichtlich in erster Linie als Werbemittel, und dann als möglicher gewinnbringender Betrieb gedacht, um in seinen Erfolgen oder seinen Niederlagen Sympathien zu gewinnen.“
In der Folgesaison hatte eine Amateurmannschaft mit dem Namen New Brighton Tower Amateurs ihren Spielbetrieb im Tower Athletic Ground, der 1921 gegründete AFC New Brighton, der von 1923 bis 1951 ebenfalls der Football League angehörte, spielte von 1946 bis 1976 ebenfalls auf dem Gelände.

## Saisonbilanzen
| Saison    | Liga               | Liga | Liga | Liga | Liga | Liga | Liga | Liga  | Liga | FA Cup                 | Cheshire Senior Cup | Liverpool Senior Cup | Wirral Senior Cup | Toptorschütze (Liga und FA Cup) | Toptorschütze (Liga und FA Cup) | Zuschauerschnitt (nur Liga) | Zuschauerschnitt (nur Liga) |
| Saison    | Spielklasse        | Sp   | S    | U    | N    | T    | GT   | Pkt   | Pos  | FA Cup                 | Cheshire Senior Cup | Liverpool Senior Cup | Wirral Senior Cup | Spieler                         | Tore                            |                             |                             |
| --------- | ------------------ | ---- | ---- | ---- | ---- | ---- | ---- | ----- | ---- | ---------------------- | ------------------- | -------------------- | ----------------- | ------------------------------- | ------------------------------- | --------------------------- | --------------------------- |
| 1897/98   | Lancashire League  | 26   | 20   | 2    | 4    | 48   | 17   | 42:10 | 1.   | 1. Hauptrunde          | Sieger              | Finalist             |                   |                                 |                                 | ca. 1000                    |                             |
| 1898/99   | FL Second Division | 34   | 18   | 7    | 9    | 71   | 52   | 43:25 | 5.   | 3. Qualifikationsrunde | Finalist            | Finalist             | Sieger            | Alf Milward                     | 19                              | 3575                        |                             |
| 1899/1900 | FL Second Division | 34   | 13   | 9    | 12   | 66   | 58   | 35:33 | 10.  | 2. Qualifikationsrunde | Finalist            | FinalistReserve      | SiegerReserve     | Harry Hammond                   | 15                              | 3025                        |                             |
| 1900/01   | FL Second Division | 34   | 17   | 8    | 9    | 57   | 38   | 42:26 | 4.   | 1. Hauptrunde          | 3. Runde            | nicht teilgen.       |                   | Ben Hulse                       | 15                              | 2700                        |                             |